# يان جونستون (لاعب هوكي الحقل)
يان جونستون هو لاعب هوكي الحقل كندي، ولد في 3 مارس 1929.

## وصلات خارجية
- يان جونستون على موقع أوليمبيديا (الإنجليزية)